# Перша битва при Лодарі
Перша битва при Лодарі відноситься до частини наступу єменської армії, в період з 19 по 25 серпня 2010 року в місто Лодар, що на той час контролювалася Аль-Каїдою на Аравійському півострові (АКАП). Кілька активістів, включаючи місцевих лідерів "Аль-Каїди", були вбиті під час сутичок. 25 серпня влада Ємені заявила, що повернула собі контроль над містом.
| Прапор Ємену | Це незавершена стаття про Ємен. Ви можете допомогти проєкту, виправивши або дописавши її. |